# Bürgermeisterei Eschfeld
Die Bürgermeisterei Eschfeld war eine von ursprünglich 29 preußischen Bürgermeistereien, in die sich der 1816 neu gebildete Kreis Prüm im Regierungsbezirk Trier verwaltungsmäßig gliederte. Von 1822 an gehörte der Regierungsbezirk Trier, damit auch die Bürgermeisterei Eschfeld, zu der in dem Jahr neu gebildeten Rheinprovinz. Der Verwaltung der Bürgermeisterei unterstanden sieben Gemeinden. Der Verwaltungssitz war in der heutigen Ortsgemeinde Eschfeld, später in Leidenborn im Eifelkreis Bitburg-Prüm in Rheinland-Pfalz.
Die Bürgermeisterei wurde 1927 in Amt Eschfeld umbenannt, dieses 1936 aufgelöst und mit anderen Ämtern zum seinerzeit neu gebildeten Amt Daleiden-Leidenborn zusammengeschlossen.

## Gemeinden und zugehörige Ortschaften
Zur Bürgermeisterei Eschfeld gehörten folgende Gemeinden (Stand 1843):
- Binscheid (110 Einwohner; seit 1971 Ortsteil von Üttfeld) mit dem Hof Kockelberg (10) und der Binscheider Mühle (seinerzeit unbewohnt)
- Eschfeld (196) mit dem Weiler „In Schlomm“ (19)  und dem Banzenhof (7)
- Hickeshausen (32; seit 1971 Ortsteil von Arzfeld)
- Niederüttfeld (52; seit 1971 Ortsteil von Üttfeld)
- Reiff (102)
- Roscheid (155) mit dem Thommeshaus (3)
- Sengerich (26)

Insgesamt lebten 1843 im Bürgermeistereibezirk 715 Menschen in 99 Wohnhäusern. Alle Einwohner waren katholisch. Es gab in Binscheid und in Eschfeld jeweils eine Kirche und in Niederüttfeld eine Kapelle; die beiden Schulen standen in Binscheid und in Eschfeld.
Bei einer statistischen Erhebung aus dem Jahr 1885 wurden 757 Einwohner in 149 Haushalten gezählt; die Fläche der zugehörenden Gemeinden betrug insgesamt 2.610 Hektar, davon waren 668 Hektar Ackerland, 249 Hektar Wiesen und 354 Hektar Wald.

## Geschichte
Alle Ortschaften im Verwaltungsbezirk der Bürgermeisterei gehörten vor 1794 zur Meierei Binscheid in der Herrschaft Dasburg, welche Teil des Herzogtums Luxemburg war. Im Jahr 1794 hatten französische Revolutionstruppen die Österreichischen Niederlande, zu denen das Herzogtum Luxemburg gehörte, besetzt und im Oktober 1795 annektiert. Unter der französischen Verwaltung gehörte das Gebiet zum Kanton Arzfeld, der verwaltungsmäßig dem Arrondissement Bitburg im Departement Wälder zugeordnet war.
Aufgrund der Beschlüsse auf dem Wiener Kongress wurde 1815 das vormals luxemburgische Gebiet östlich der Sauer und der Our dem Königreich Preußen zugeordnet. Unter der preußischen Verwaltung wurden im Jahr 1816 Regierungsbezirke und Kreise neu gebildet, linksrheinisch behielt Preußen in der Regel die Verwaltungsbezirke der französischen Mairies vorerst bei. Die Bürgermeisterei Eschfeld entsprach insoweit der vorherigen Mairie Eschfeld.
Die Bürgermeistereien Eschfeld, Harspelt und Leidenborn wurden schon in der zweiten Hälfte des 19. Jahrhunderts gemeinsam vom Leidenborner Bürgermeister verwaltet, blieben aber eigenständige Verwaltungsbezirke.
So wie alle Landbürgermeistereien in der Rheinprovinz wurde die Bürgermeisterei Eschfeld 1927 in „Amt Eschfeld“ umbenannt. Schließlich wurde im Jahr 1936 das Amt Eschfeld aufgelöst und zusammen mit weiteren Ämtern in das gleichzeitig neugebildete Amt Daleiden-Leidenborn eingegliedert.
Alle Ortschaften gehören heute verwaltungsmäßig zur Verbandsgemeinde Arzfeld im Eifelkreis Bitburg-Prüm in Rheinland-Pfalz.